# Академическая библиотека

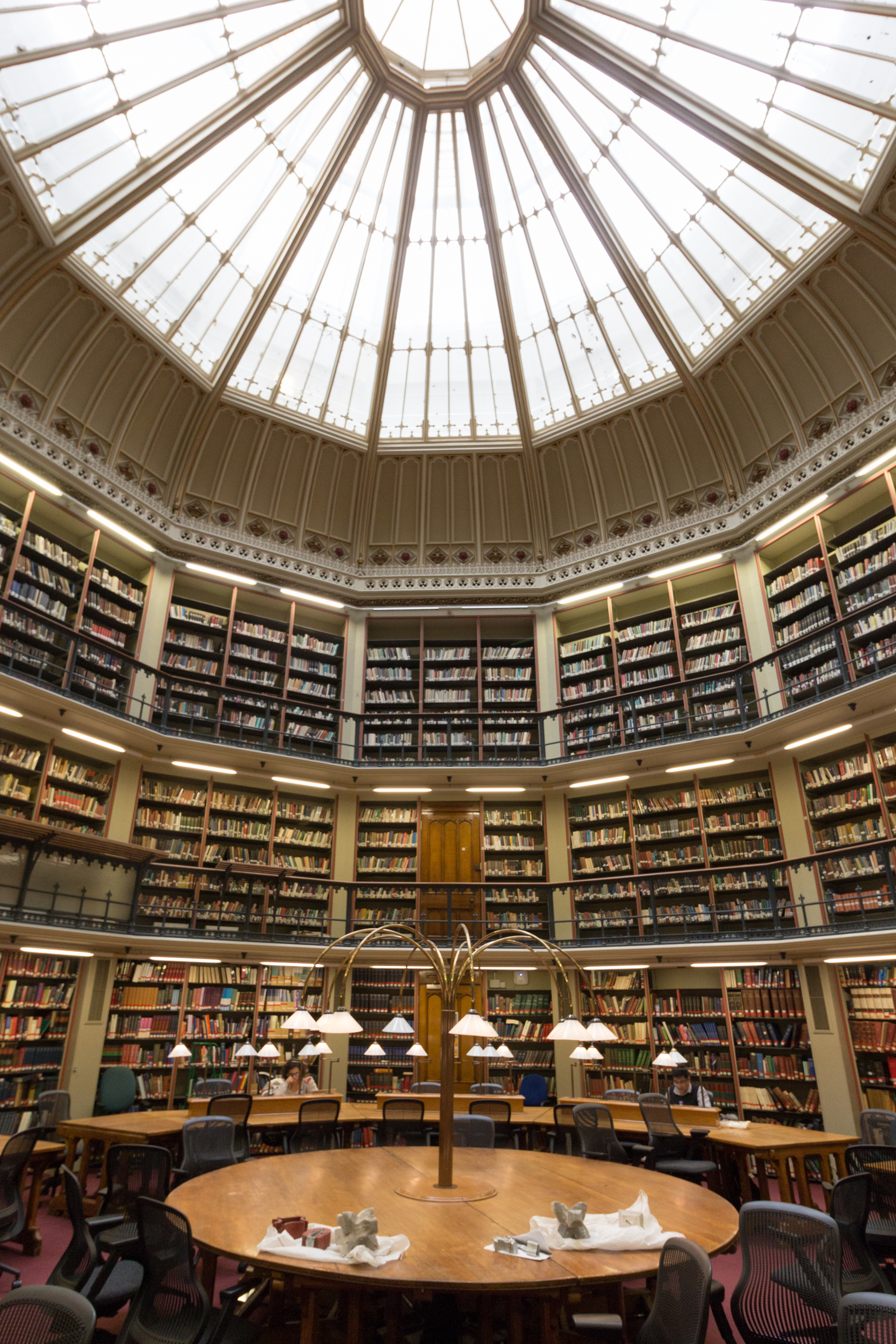
Круглый читальный зал Библиотеки Моган, главной академической библиотеки Королевского колледжа Лондона

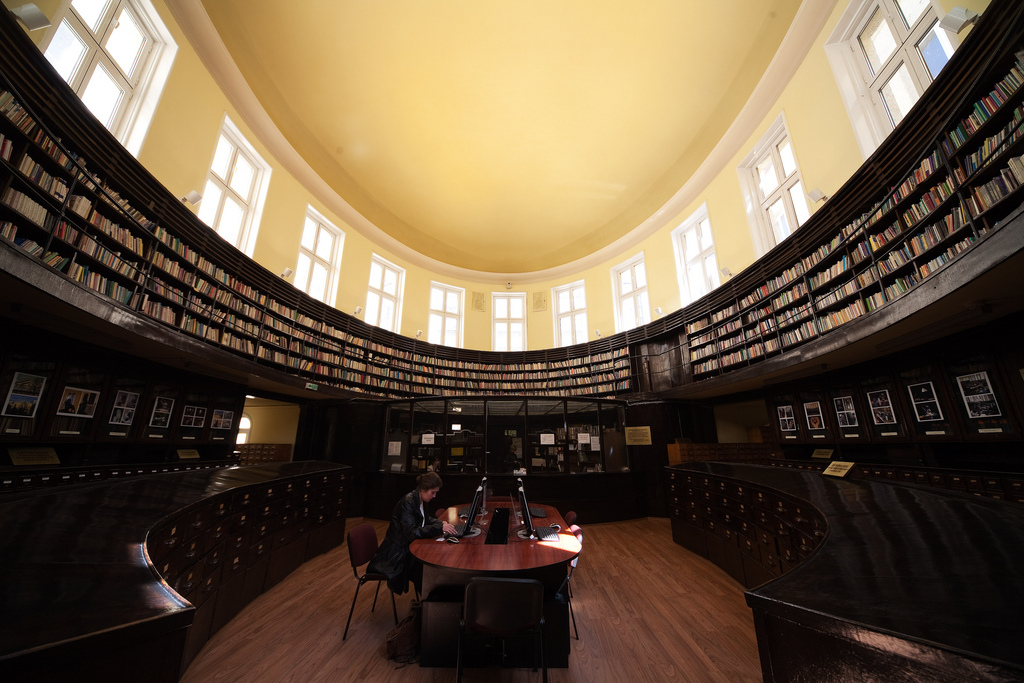
Интерьер главной библиотеки Софийского университета в Софии, Болгария

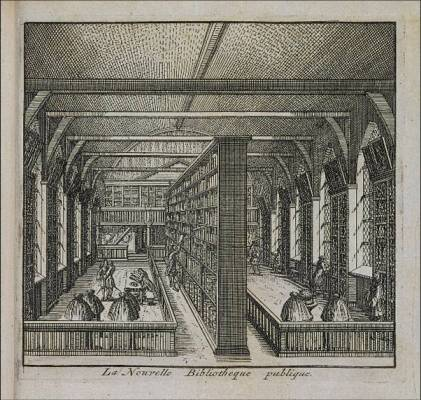
Университетская Библиотека Лейдена, Нидерланды, в 1694 году. La nouvelle bibliothèque, из Les delices de Leide, une des célèbres villes de l’Europe, Leiden: P. van der Aa, 1712

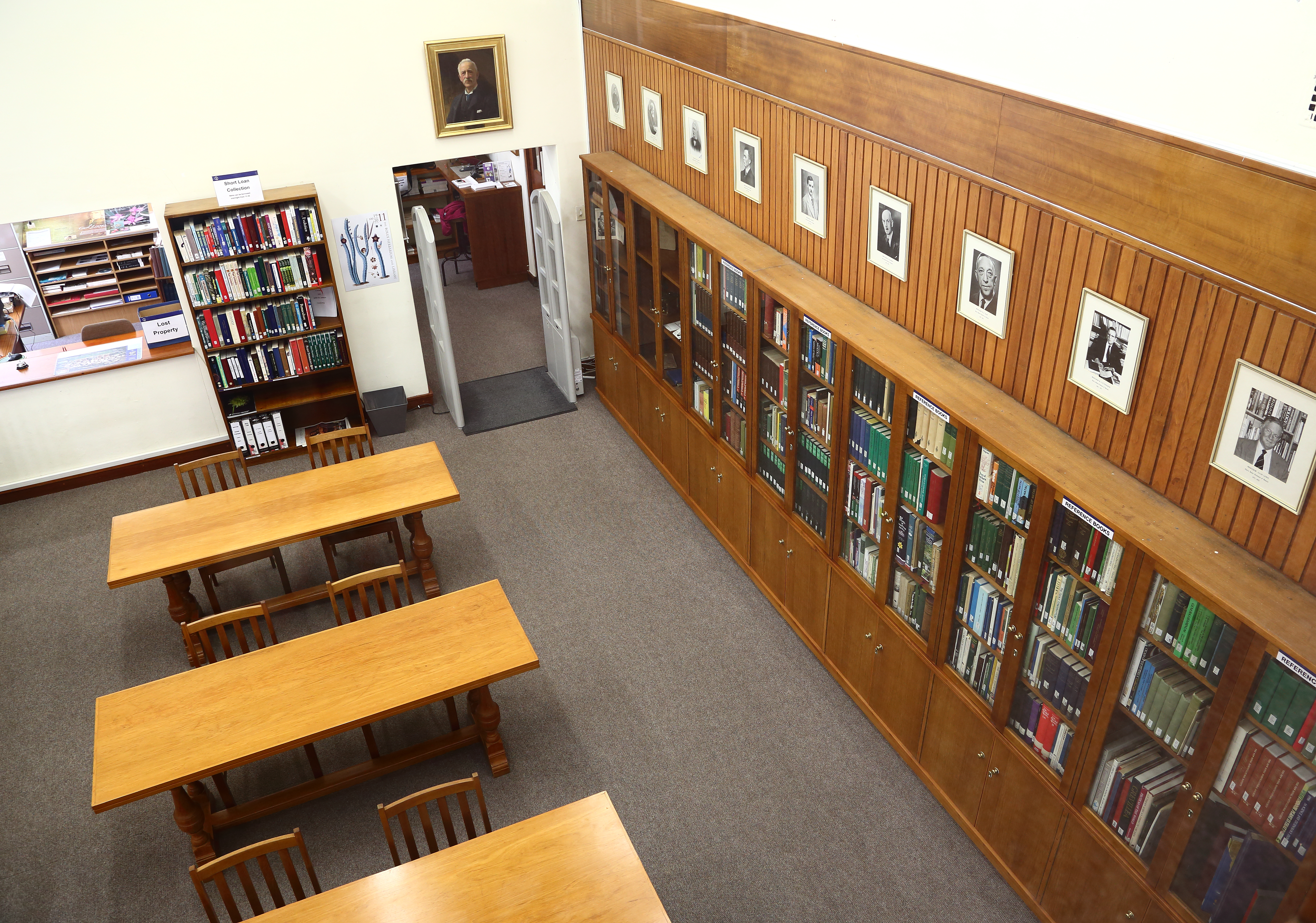
Библиотека Гербария Болуса в Кейптаунском университете в ЮАР

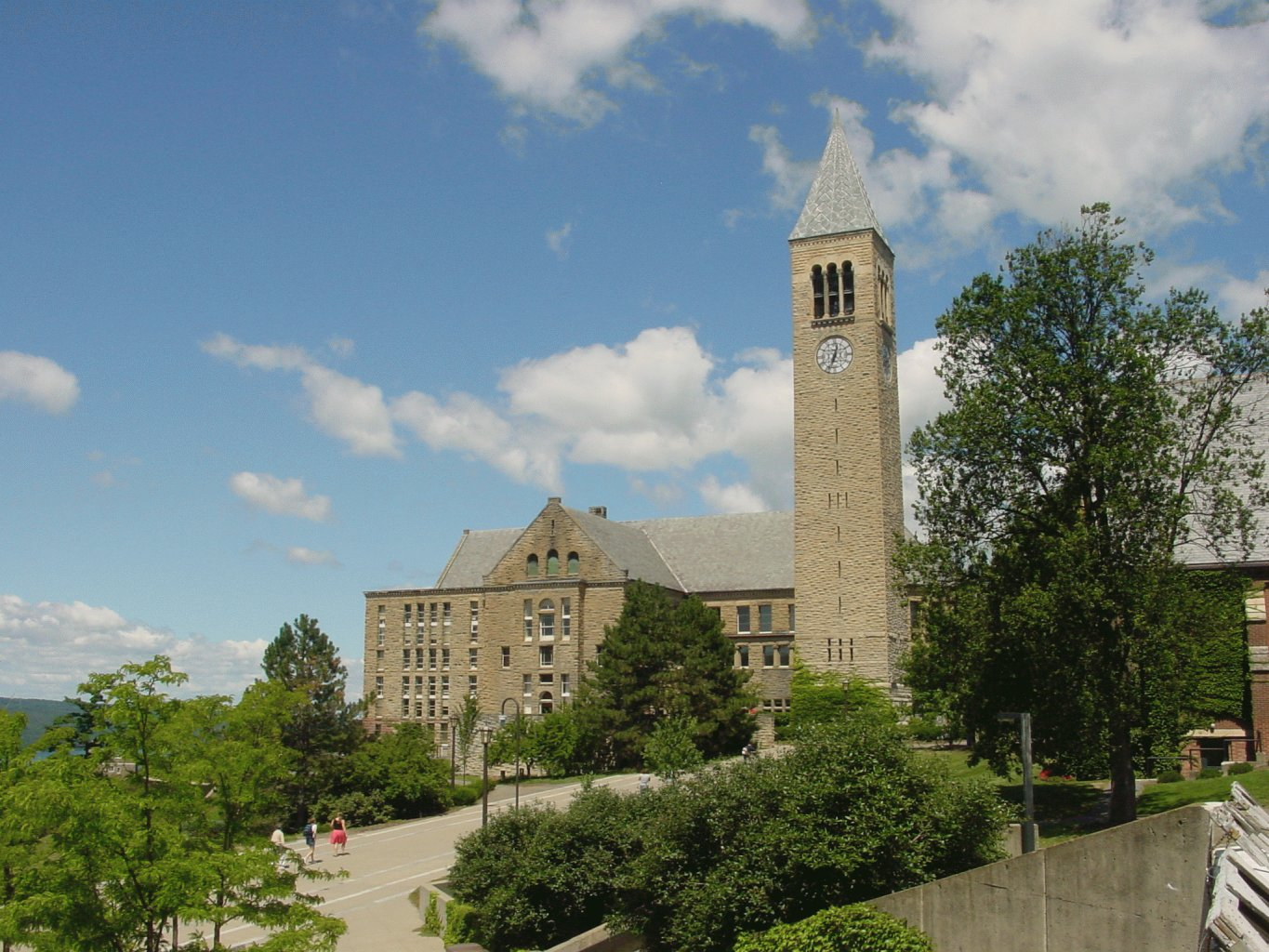
Библиотека Урис и Башня МакГроу, Корнеллский университет, США

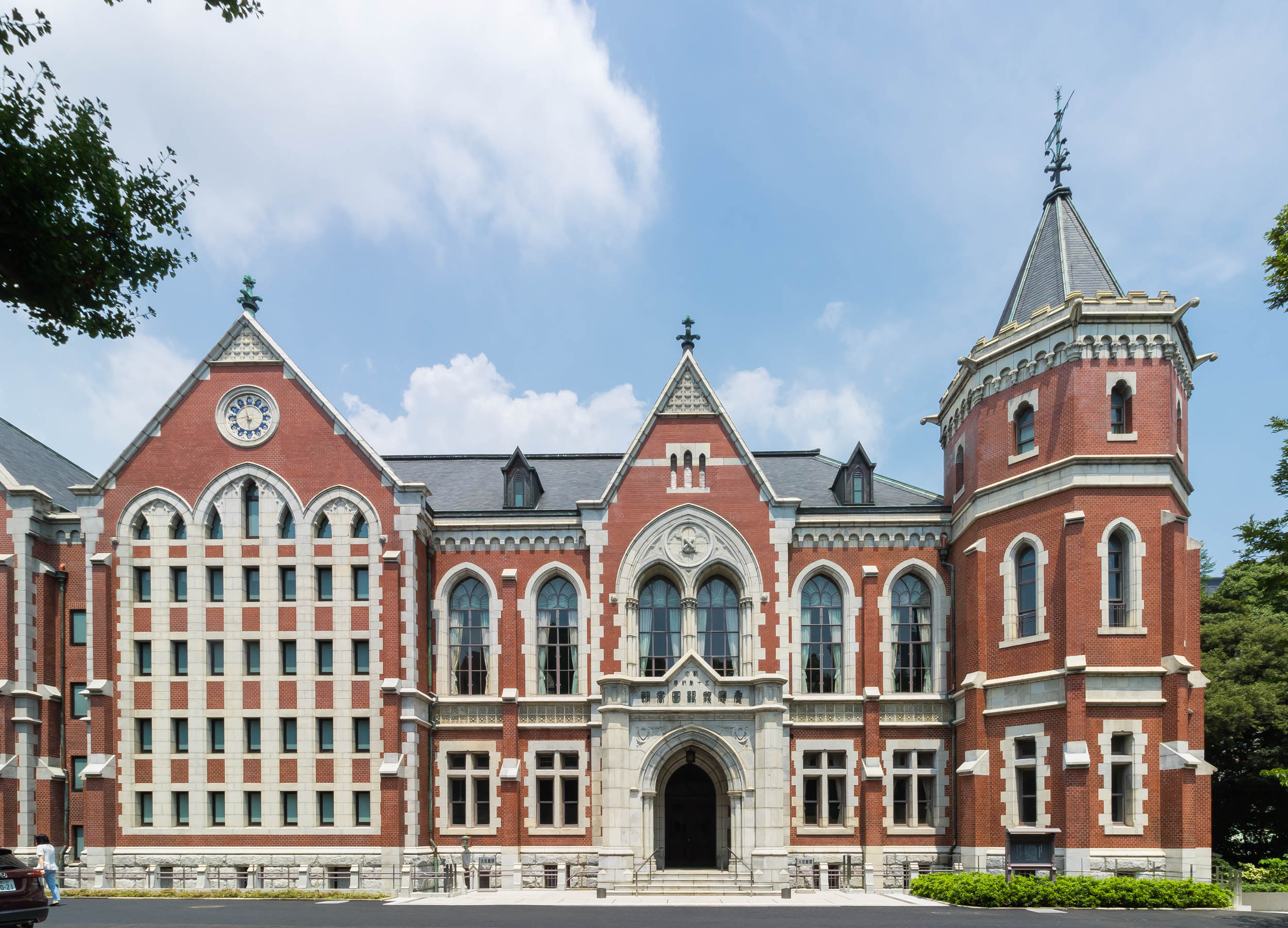
Старая библиотека Университета Кэйо в Токио, Япония

Академическая библиотека — это библиотека, которая прикреплена к высшему учебному заведению и служит двум дополнительным целям: поддержке учебной программы и поддержке исследований профессорско-преподавательского состава и студентов университета. Точно неизвестно, сколько академических библиотек существует в мире. Академический и исследовательский портал ЮНЕСКО связан с 3785 библиотеками. По данным Национального центра статистики образования, в Соединённых Штатах Америки насчитывается около 3700 академических библиотек. Раньше материал для классных чтений, предназначенный для дополнения лекций по предписанию преподавателя, назывался резервами. В период до появления электронных ресурсов резервы поставлялись в виде книг или фотокопий соответствующих журнальных статей. Современные академические библиотеки обычно также предоставляют доступ к электронным ресурсам.
Академические библиотеки должны определить цель развития коллекций, поскольку всеобъемлющие коллекции неосуществимы. Библиотекари делают это, определяя потребности профессорско-преподавательского состава и студентов, а также миссию и академические программы колледжа или университета. Когда в академических библиотеках существуют определённые области специализации, их часто называют нишевыми коллекциями. Эти коллекции часто являются основой специального отдела коллекционирования и могут включать оригинальные документы, произведения искусства и артефакты, написанные или созданные одним автором или по определённой теме.
Академические библиотеки весьма разнообразны в зависимости от их размера, ресурсов, коллекций и услуг. Библиотека Гарвардского университета считается самой большой строгой академической библиотекой в мире, хотя Королевская библиотека Дании — объединённая национальная и академическая библиотека — имеет более объёмную коллекцию. Другим примечательным примером является Южнотихоокеанский университет, академические библиотеки которого распределены по всем двенадцати странам-членам. Калифорнийский университет управляет крупнейшей академической библиотечной системой в мире, составляющей более чем 34 миллиона единиц хранения в 100 библиотеках десяти кампусов.

## История

### Соединённые Штаты Америки
Первые колледжи в Соединённых Штатах Америки были предназначены для обучения представителей духовенства. Библиотеки, связанные с этими учреждениями, в основном состояли из пожертвованных книг по богословию и классики. В 1766 году Йельский университет насчитывал около 4000 томов, уступая только Гарварду. Доступ к этим библиотекам был ограничен преподавателями и несколькими студентами: единственным сотрудником был преподаватель, работающий неполный рабочий день, или президент колледжа. Студенты создавали литературные общества и взимали вступительные взносы, чтобы собрать небольшую коллекцию полезных томов, часто превышающую то, что хранилось в университетской библиотеке.
На рубеже веков этот подход начал меняться. В 1876 году была образована Американская библиотечная ассоциация, её членами были Мелвил Дьюи и Чарльз Эмми Каттер. Библиотеки изменили приоритеты в пользу улучшения доступа к материалам и обнаружили, что финансирование увеличивается в результате возросшего спроса на эти материалы.
Академические библиотеки сегодня различаются в зависимости от того, в какой степени они принимают тех, кто не связан с их родительскими университетами. Некоторые предлагают членам общества привилегии чтения и заимствования при уплате ежегодного сбора; такие сборы могут сильно варьироваться. Полученные таким образом привилегии обычно не распространяются на такие услуги, как использование компьютера, кроме поиска по каталогу или доступа в интернет. Выпускникам и студентам сотрудничающих местных университетов могут предоставляться скидки или другие льготы при оформлении займов. С другой стороны, доступ к библиотекам некоторых университетов абсолютно ограничен для студентов, преподавателей и сотрудников. Даже в этом случае они могут позволить другим заимствовать материалы через межбиблиотечные кредитные программы.

### Канада
Академические библиотеки в Канаде появились сравнительно недавно по сравнению с другими странами. Самая первая академическая библиотека в Канаде была открыта в 1789 году в Уинсоре, Новая Шотландия. Академические библиотеки были весьма невелики в течение XIX века и вплоть до 1950-х годов, когда канадские академические библиотеки начали неуклонно расти в результате того, что всё большее значение придавалось образованию и исследованиям. Рост библиотек на протяжении 1960-х годов был прямым результатом многих факторов, включая завышенный набор студентов, увеличение программ аспирантуры, увеличение бюджетных ассигнований и общую пропаганду важности этих библиотек. В результате этого роста и проекта «Библиотеки новых университетов Онтарио», осуществлённого в начале 1960-х годов, в Онтарио было создано 5 новых университетов, которые включали в себя полностью каталогизированные коллекции. Создание библиотек было широко распространено по всей Канаде и поддерживалось грантами, предоставляемыми Канадским советом и Советом по исследованиям в области социальных и гуманитарных наук, которые стремились расширить библиотечные фонды. Поскольку многие академические библиотеки были построены после Второй мировой войны, большинство канадских академических библиотек, построенных до 1940 года, не были обновлены в плане современного освещения, кондиционирования воздуха и т. д., и либо больше не используются, либо находятся на грани упадка. Общее число библиотек колледжей и университетов в стране увеличилось с 31 в 1959—1960 годах до 105 в 1969—1970 годах.
После роста академических библиотек в Канаде в 1960-е годы наступил короткий период успокоения, что было главным результатом некоторых серьёзных бюджетных проблем. Эти академические библиотеки столкнулись с проблемами затрат, связанными с недавно разработанной услугой межбиблиотечного кредитования и высокими расходами на бюджеты закупок периодических изданий, что повлияло на общее бюджетирование закупок и, в конечном счете, на общие коллекции. Канадские академические библиотеки постоянно сталкиваются с проблемами, связанными с недостаточностью коллекций и общим отсутствием координации между коллекциями.
Академические библиотеки в Канаде не могли бы процветать и продолжать укрепляться без помощи внешних организаций. Совет университетских библиотек Онтарио (OCUL) был создан в 1967 году и занимается содействием единству канадских академических библиотек. Библиотечная ассоциация колледжей и университетов Онтарио (OCULA) присоединена к Библиотечной ассоциации Онтарио (OLA) и занимается представлением интересов академических библиотекарей в отношении вопросов, которые являются общими для академических библиотек.

## Современные академические библиотеки
Академические библиотеки трансформировались в XXI веке, чтобы уделять меньше внимания развитию печатных коллекций и больше внимания доступу к информации и цифровым ресурсам. Современные академические библиотеки обычно предоставляют доступ к онлайн-ресурсам на основе подписки, включая исследовательские базы данных и коллекции электронных книг, в дополнение к печатным книгам и журналам. Академические библиотеки также предлагают студентам пространство для работы и учёбы, в группах или индивидуально на «тихих этажах», а также справочные и исследовательские справочные службы, иногда включая виртуальные справочные службы. Некоторые академические библиотеки предоставляют такие технологии, как видеокамеры, планшеты, компьютеры. Чтобы отразить эти изменения, многие академические библиотеки были преобразованы в учебные помещения. В академических библиотеках и учебных залах часто размещаются репетиторские и письменные центры, и другие академические службы.
Одним из основных направлений деятельности современных академических библиотек является обучение информационной культуре, причём в большинстве американских академических библиотек работает человек или отдел людей, занимающихся главным образом обучением. Многие академические учреждения предлагают библиотекарям статус преподавателей, и от библиотекарей часто ожидают публикации исследований в своей области. Академические должности библиотекарей в Соединённых Штатах Америки обычно требуют получения степени MLIS в аккредитованном Американской библиотечной ассоциацией учреждении. Ассоциация колледжей и научных библиотек является крупнейшей академической библиотечной организацией в США.